# Жордан (футболист, 1999)
А́ндерсон Жорда́н да Си́лва Корде́йро (порт.-браз. Anderson Jordan da Silva Cordeiro; 22 апреля 1999, Сан-Паулу) — бразильский футболист, защитник луганской «Зари».

## Биография
Родился в Сан-Паулу. На юношеском уровне выступал за «Коринтианс» и «Ферровиария». На профессиональном уровне дебютировал 2 июля 2017, вышел на замену Дарио Сакраменто в победном (2:1) выездном поединке Кубка Паулисты против «Мирасола».
В 2018 году перебрался в «Сианорти», но уже в июне того же года отправился в аренду в «Коринтианс», где выступал за команду U-20 и U-23 в Кубке Паулисты. 20 декабря 2019 отправился в аренду в «Ботафого» (Рибейран-Прету).
За новую команду дебютировал 9 августа в проигранном (1:2) поединке Серии B против «Крузейро». Оставался основным игроком «пантер», но не смог помочь избежать вылета команде из Серии B 2020 года. Также успел дебютировать за команду в Южноамериканском кубке. 17 февраля 2021, оставаясь игроком «Сианорте», отправился в аренду до завершения сезона в «Сеару».
В бразильской Серии А дебютировал 5 июня 2021 в проигранном (1:3) выездном поединке против «Сантоса», в котором в конце матча заменил Габриэла Ласердо. В августе 2021 года отправился в аренду в «Шапекоэнсе». В 2022 году выступал в аренде за «Томбенсе» и «Вила-Нову». В начале января 2023 года, по истечении срока действия соглашения с «Сианорти», подписал полноценный контракт с «Вила-Новой».
В конце июля 2023 отправился в аренду в луганскую «Зарю». В футболке луганского клуба дебютировал 29 июля 2023 в проигранном (1:2) выездном поединке 1-го тура Премьер-лиги Украины против львовского «Руха». Андерсон вышел на поле в стартовом составе, на 19-й минуте получил первую желтую карточку, а на 84-й минуте получил вторую желтую карточку и досрочно завершил матч.